# 宮古郡
宮古郡（日语：／ Miyako gun */?）位於琉球列島宮古群島，為日本沖繩縣轄下的一個郡。

## 轄區
現轄1村。
- 多良間村（多良間島、水納島）

原本還管轄有城邊町、上野村、下地町、伊良部町，但這四個町村已於2005年10月與平良市合併為宮古島市，因此現在僅剩多良間村一行政區。

## 沿革
| 時間     | 行政劃分 | 行政劃分 | 行政劃分 | 行政劃分 | 行政劃分 | 行政劃分 |
| 1890年代 | 平良間切 | 平良間切 | 砂川間切 | 伊良部島 | 下地間切 | 下地間切 |
| 1900年代 | 平良村   | 平良村   | 城邊村   | 伊良部村 | 下地村   | 下地村   |
| 1910年代 | 多良間村 | 平良村   | 城邊村   | 伊良部村 | 下地村   | 下地村   |
| 1920年代 | 多良間村 | 平良町   | 城邊村   | 伊良部村 | 下地村   | 下地村   |
| 1930年代 | 多良間村 | 平良町   | 城邊村   | 伊良部村 | 下地村   | 下地村   |
| 1940年代 | 多良間村 | 平良市   | 城邊町   | 伊良部村 | 下地村   | 上野村   |
| 1950年代 | 多良間村 | 平良市   | 城邊町   | 伊良部村 | 下地町   | 上野村   |
| 1960年代 | 多良間村 | 平良市   | 城邊町   | 伊良部村 | 下地町   | 上野村   |
| 1970年代 | 多良間村 | 平良市   | 城邊町   | 伊良部村 | 下地町   | 上野村   |
| 1980年代 | 多良間村 | 平良市   | 城邊町   | 伊良部町 | 下地町   | 上野村   |
| 1990年代 | 多良間村 | 平良市   | 城邊町   | 伊良部町 | 下地町   | 上野村   |
| 2000年代 | 多良間村 | 宮古島市 | 宮古島市 | 宮古島市 | 宮古島市 | 宮古島市 |

- 1896年4月1日：實施郡區制，宮古郡成立，下轄平良間切、下地間切、砂川間切、多良間島。（3間切1島）
- 1908年4月1日：實施町村制，宮古郡下轄平良村、下地村、城邊村、伊良部村。（4村）
- 1913年2月14日：原本屬於平良村的多良間島及水納島分割獨立成多良間村。（5村）
- 1924年2月1日：平良村改制為平良町。（1町4村）
- 1947年2月1日：城邊村改制為城邊町。（2町3村）
- 1947年3月7日：平良町改制為平良市，並脫離宮古郡之管轄。（1町3村）
- 1948年8月1日：下地村東部分割獨立成上野村。（1町4村）
- 1949年1月1日：下地村改制為下地町。（2町3村）
- 1982年4月1日：伊良部村改制為伊良部町。（3町2村）
- 2005年10月1日：城邊町、下地町、伊良部町、上野村與平良市合併成立宮古島市，脫離宮古郡之管轄。（1村）